# Frank Sando
Frank Dennis Sando (* 14. März 1931 in Maidstone; † 13. Oktober 2012) war ein britischer Langstrecken- und Crossläufer. Neben drei Medaillen bei Commonwealth Games und Europameisterschaften auf der Bahn, gewann er in den 1950er Jahren sechs Medaillen bei der inoffiziellen Cross-WM, dem Cross der Nationen.

## Leben
Frank Sando platzierte sich zwischen 1952 und 1960 stets in der Top 10 der englischen Meisterschaft im Crosslauf und beim Cross der Nationen. Gewinnen konnte er die englische Meisterschaft jedoch nur einmal im Jahr 1957. Beim Cross der Nationen gewann er 1955 und 1957; 1953, 1956 und 1959 wurde er Zweiter, sowie 1958 Dritter.
Auf der Laufbahn war er ebenfalls erfolgreich: 1952 in Helsinki und 1956 in Melbourne nahm er jeweils am 10.000-Meter-Lauf bei den Olympischen Spielen teil; 1952 wurde er mit britischen Rekord in 29:51,8 min Fünfter, 1956 Zehnter. 1952 verbesserte er den britischen 3000-Meter-Rekord auf 8:25,6 min.
1954 gewann Sando bei den British Empire and Commonwealth Games in Vancouver Silber über 6 Meilen und Bronze über 3 Meilen, sowie fast eine halbe Minute hinter Emil Zátopek und 2 Sekunden hinter József Kovács Bronze über 10.000 Meter bei den Europameisterschaften in Bern.